# Египетский фунт
Еги́петский фунт, также ли́ра, ливр, гине́я (араб. الجنيه المصرى‎ — эль-джуна́йх эль-мисри́, масри эль-гине́х эль-масри́) — денежная единица Египта.
Один египетский фунт равен 100 пиастрам (араб. قرش‎ — кырш, множественное число — куру́ш, от нем. Grosch — грош). 
Международное обозначение: EGP; на египетских ценниках чаще встречается иное сокращенное название фунта — L.E. (от фр. Livre égyptienne — египетский фунт).
Цифры изображаются как в традиционном международном, так и в арабо-индийском написании:
| Традиционное международное начертание | 0 | 1 | 2 | 3 | 4 | 5 | 6 | 7 | 8 | 9 |
| ------------------------------------- | - | - | - | - | - | - | - | - | - | - |
| Местное начертание                    | ٠ | ١ | ٢ | ٣ | ٤ | ٥ | ٦ | ٧ | ٨ | ٩ |

## Монеты
В обращении находятся монеты в 25, 50 пиастров и 1 фунт. Практически не встречаются, но остаются законным средством платежа монеты номиналом 5 и 10 пиастров.
| Изображение                               | Номинал     | Материал                                    | Диаметр (мм) | Толщина (мм)             | Масса (г) | Описание | Годы выпуска        |
| ----------------------------------------- | ----------- | ------------------------------------------- | ------------ | ------------------------ | --------- | --- | ------------------- |
|                                           | 5 пиастров  | сталь, плак. медью                          | 17           | 1,04                     | 2,4       | Аверс: название государства (араб. جمهورية مصر العربية‎); номинал по-арабски; год чеканки по исламскому и григорианскому календарю. Реверс: декоративная ваза.                                                | 2008                |
|                                           | 10 пиастров | сталь, плак. никелем                        | 19           | 1,1                      | 3,2       | Аверс: название государства (араб. جمهورية مصر العربية‎); номинал по-арабски; год чеканки по исламскому и григорианскому календарю. Реверс: Мечеть Мухаммеда Али.                                             | 2008                |
|                                           | 25 пиастров | сталь, плак. никелем                        | 21           | 1,89                     | 4,5       | Аверс: название государства (араб. جمهورية مصر العربية‎); номинал по-арабски; год чеканки по исламскому и григорианскому календарю. Реверс: номинал по-арабски и по-английски.                                | 2008 2010—2012 2018 |
|                                           | 50 пиастров | Cu/Zn/Ni 75/20/5                            | 25           | 1,58                     | 6,5       | Аверс: название государства (араб. جمهورية مصر العربية‎); номинал по-арабски и по-английски. Реверс: портрет Клеопатры VII Филопатор; год чеканки по исламскому и григорианскому календарю.                   | 2005                |
| сталь, плак. латунью                      | 50 пиастров | 23                                          | 1,7          | 2007—2008 2010 2012      | 6,5       | Аверс: название государства (араб. جمهورية مصر العربية‎); номинал по-арабски и по-английски. Реверс: портрет Клеопатры VII Филопатор; год чеканки по исламскому и григорианскому календарю.                   |                     |
| сталь, плак. латунью                      | 50 пиастров | 23                                          | 1,7          |                          | 6,5       | Аверс: название государства (араб. جمهورية مصر العربية‎); номинал по-арабски и по-английски. Реверс: Новый Суэцкий канал (араб. الجديدة / قناة السويس‎); год чеканки по исламскому и григорианскому календарю. | 2015                |
|                                           | 1 фунт      | кольцо: Cu/Ni 75/25 центр: Cu/Zn/Ni 75/20/5 | 25           | 1,89                     | 8,5       | Аверс: название государства (араб. جمهورية مصر العربية‎); номинал по-арабски и по-английски; год чеканки по исламскому и григорианскому календарю. Реверс: погребальная маска Тутанхамона.                    | 2005                |
| сталь, плак. никелем сталь, плак. латунью | 1 фунт      | 1,96                                        | 25           | 2007—2008 2010—2011 2018 | 8,5       | Аверс: название государства (араб. جمهورية مصر العربية‎); номинал по-арабски и по-английски; год чеканки по исламскому и григорианскому календарю. Реверс: погребальная маска Тутанхамона.                    |                     |
| сталь, плак. никелем сталь, плак. латунью | 1 фунт      |                                             | 25           | 2,5                      | 8,5       | Аверс: название государства (араб. جمهورية مصر العربية‎); номинал по-арабски и по-английски; год чеканки по исламскому и григорианскому календарю. Реверс: Новый Суэцкий канал (араб. الجديدة / قناة السويس‎). | 2015                |

## Банкноты
В 1898 году основан Национальный банк Египта, получивший право выпуска банкнот.
В январе 1961 года учреждён государственный Центральный банк Египта, которому передано право эмиссии
На банкнотах изображены различные мечети Египта.
На лицевой стороне всех банкнот есть подпись руководителя Центрального банка Египта.

### Банкноты серии 1967—1978 года
| Серия 1967—1978 года                            | Серия 1967—1978 года | Серия 1967—1978 года | Серия 1967—1978 года | Серия 1967—1978 года | Серия 1967—1978 года                          | Серия 1967—1978 года                                                                      | Серия 1967—1978 года | Серия 1967—1978 года |
| Изображение                                     | Изображение          | Номинал              | Размеры (мм)         | Основные цвета       | Описание                                      | Описание                                                                                  | Даты                 | Даты                 |
| Лицевая сторона                                 | Оборотная сторона    | Номинал              | Размеры (мм)         | Основные цвета       | Лицевая сторона                               | Оборотная сторона                                                                         | Печати               | Изъятия              |
| ----------------------------------------------- | -------------------- | -------------------- | -------------------- | -------------------- | --------------------------------------------- | ----------------------------------------------------------------------------------------- | -------------------- | -------------------- |
|                                                 |                      | 5 пиастров           | 96×56                | фиолетовый           | бюст Нефертити                                | номинал                                                                                   | 1958—1970            |                      |
|                                                 |                      | 10 пиастров          | 117×62               | чёрный               | люди с флагом ОАР                             | номинал                                                                                   | 1958—1970            |                      |
|                                                 |                      | 25 пиастров          | 140×70               | бежевый зелёный      | Большой сфинкс, статуя «Египетский Ренессанс» | Герб ОАР; продукция растениеводства                                                       | 1967—1975            |                      |
|                                                 |                      | 25 пиастров          | 140×70               | бежевый зелёный      | Большой сфинкс, статуя «Египетский Ренессанс» | Герб ФАР; продукция растениеводства                                                       | 1976—1978            |                      |
|                                                 |                      | 50 пиастров          | 150×75               | оранжевый            | Мечеть аль-Азхар                              | фараон Рамсес II; предметы древнеегипетского искусства                                    | 1967—1978            |                      |
|                                                 |                      | £1                   | 160×80               | коричневый           | мечеть и мавзолей султана Кайт-бея            | пара фараонов (часть Великого храма Абу-Симбела), рисунок фасада Малого храма Абу-Симбела | 1967—1978            |                      |
|                                                 |                      | £5                   | 170×85               | серый                | мечеть Ибн Тулуна                             | Карнакский храм, фриз, символизирующий реку Нил                                           | 1969—1978            |                      |
|                                                 |                      | £10                  | 180×90               | бордовый             | мечеть султана Хасана                         | пирамиды Гизы, фрагмент статуи фараона Хафры (Хефрена)                                    | 1969—1978            |                      |
|                                                 |                      | £20                  | 190×95               | зелёный              | мечеть Мухаммеда Али                          | Рамзес II на боевой колеснице, статуя богини Исиды                                        | 1976—1978            |                      |
| Масштаб изображений — 1,0 пикселя на миллиметр. |                      |                      |                      |                      |                                               |                                                                                           |                      |                      |

### Банкноты серии 1978—2024 года
Банкноты в 5, 10, 25 и 50 пиастров, а также в 1 фунт фактически вышли из обращения.
| Серия 1978—2023 года                            | Серия 1978—2023 года | Серия 1978—2023 года | Серия 1978—2023 года | Серия 1978—2023 года | Серия 1978—2023 года               | Серия 1978—2023 года                                                 | Серия 1978—2023 года           | Серия 1978—2023 года |
| Изображение                                     | Изображение          | Номинал              | Размеры (мм)         | Основные цвета       | Описание                           | Описание                                                             | Описание                       | Даты печати          |
| Лицевая сторона                                 | Оборотная сторона    | Номинал              | Размеры (мм)         | Основные цвета       | Лицевая сторона                    | Оборотная сторона                                                    | Водяной знак                   | Даты печати          |
| ----------------------------------------------- | -------------------- | -------------------- | -------------------- | -------------------- | ---------------------------------- | -------------------------------------------------------------------- | ------------------------------ | -------------------- |
|                                                 |                      | 5 пиастров           | 96×56                | фиолетовый           | бюст Нефертити                     | номинал                                                              |                                | 1971—1996            |
|                                                 |                      | 5 пиастров           | 96×56                | жёлтый               | бюст Нефертити                     | номинал                                                              |                                | 1997—1998            |
|                                                 |                      | 5 пиастров           | 96×56                | фиолетовый           | бюст Нефертити                     | номинал                                                              |                                | 1998—2002            |
|                                                 |                      | 10 пиастров          | 117×62               | чёрный               | Люди с флагом Египта               | номинал                                                              |                                | 1971—1996            |
|                                                 |                      | 10 пиастров          | 117×62               | чёрно-жёлтый         | Пирамиды Гизы, Большой сфинкс      | Мечеть Мухаммеда Али                                                 |                                | 1997—1998            |
|                                                 |                      | 10 пиастров          | 117×62               | фиолетово-голубой    | Пирамиды Гизы, Большой сфинкс      | Мечеть Мухаммеда Али                                                 |                                | 1998—1999            |
|                                                 |                      | 10 пиастров          | 117×62               | фиолетовый           | Пирамиды Гизы, Большой сфинкс      | Мечеть Мухаммеда Али                                                 | Погребальная маска Тутанхамона | 2002                 |
|                                                 |                      | 10 пиастров          | 117×62               | сине-жёлтый          | Пирамиды Гизы, Большой сфинкс      | Мечеть Мухаммеда Али                                                 |                                | 2006                 |
|                                                 |                      | 25 пиастров          | 130×70               | бежевый зелёный      | мечеть Аиши                        | Герб Египта; продукция растениеводства                               | Погребальная маска Тутанхамона | 1979                 |
|                                                 |                      | 25 пиастров          | 130×70               | зелёный              | мечеть Аиши                        | Герб Египта; продукция растениеводства                               | Погребальная маска Тутанхамона | 1980—1984            |
|                                                 |                      | 25 пиастров          | 130×70               | фиолетовый голубой   | мечеть Аиши                        | Герб Египта; продукция растениеводства                               | Погребальная маска Тутанхамона | 1985—2008            |
|                                                 |                      | 50 пиастров          | 135×70               | розовый бежевый      | мечеть аль-Азхар                   | Фараон Рамсес II; предметы древнеегипетского искусства               | Погребальная маска Тутанхамона | 1981—1983            |
|                                                 |                      | 50 пиастров          | 135×70               | оранжевый            | мечеть аль-Азхар                   | Фараон Рамсес II; предметы древнеегипетского искусства               | Погребальная маска Тутанхамона | 1985—1994            |
|                                                 |                      | 50 пиастров          | 135×70               | зелёный              | мечеть аль-Азхар                   | Фараон Рамсес II; предметы древнеегипетского искусства               | Погребальная маска Тутанхамона | 1994—2008            |
|                                                 |                      | 50 пиастров          | 135×70               | зелёный              | мечеть аль-Азхар                   | Фараон Рамсес II; предметы древнеегипетского искусства               | Погребальная маска Тутанхамона | 2017                 |
|                                                 |                      | £1                   | 140×70               | коричневый           | мечеть и мавзолей султана Кайт-бея | храм Рамсеса II в Абу-Симбел                                         | погребальная маска Тутанхамона | 1978—2008            |
|                                                 |                      | £1                   | 140×70               | жёлтый               | мечеть и мавзолей султана Кайт-бея | храм Рамсеса II в Абу-Симбел                                         | погребальная маска Тутанхамона | 2016—2021            |
|                                                 |                      | £5                   | 145×70               | зелёный              | мечеть Ибн Тулуна                  | барельеф из гробницы фараона с изображением богатств долины реки Нил | голова статуи Тутмоса III      | 1981—1987            |
|                                                 |                      | £5                   | 145×70               | зелёный              | мечеть Ибн Тулуна                  | барельеф из гробницы фараона с изображением богатств долины реки Нил | голова статуи Тутмоса III      | 1989—2001            |
|                                                 |                      | £5                   | 145×70               | бирюзовый            | мечеть Ибн Тулуна                  | барельеф из гробницы фараона с изображением богатств долины реки Нил | голова статуи Тутмоса III      | 2001—2013            |
|                                                 |                      | £5                   | 145×70               | бирюзовый            | мечеть Ибн Тулуна                  | барельеф из гробницы фараона с изображением богатств долины реки Нил | голова статуи Тутмоса III      | 2013—2022            |
|                                                 |                      | £10                  | 150×70               | бордовый             | мечеть ар-Рифаи                    | фрагмент статуи фараона Хафры (Хефрена)                              | голова статуи Хефрена          | 1978—2000            |
|                                                 |                      | £10                  | 150×70               | розовый              | мечеть ар-Рифаи                    | фрагмент статуи фараона Хафры (Хефрена)                              | голова статуи Хефрена          | 2003—2014            |
|                                                 |                      | £10                  | 150×70               | розовый              | мечеть ар-Рифаи                    | фрагмент статуи фараона Хафры (Хефрена)                              | голова статуи Хефрена          | 2014—2022            |
|                                                 |                      | £10                  | 132×69               | жёлтый               | мечеть Аль-Фатх аль-Алим           | Библиотека Александрина, пирамида, царица Хатшепсут                  | голова статуи Хефрена          | с 2022               |
|                                                 |                      | £20                  | 155×70               | зелёный              | мечеть Мухаммеда Али               | Рамзес II на боевой колеснице; барельеф из храма в Карнаке           | голова статуи Нофрет           | 1978—1998            |
|                                                 |                      | £20                  | 155×70               | зелёный              | мечеть Мухаммеда Али               | Рамзес II на боевой колеснице; барельеф из храма в Карнаке           | голова статуи Нофрет           | 2001—2017            |
|                                                 |                      | £20                  | 155×70               | зелёный              | мечеть Мухаммеда Али               | Рамзес II на боевой колеснице; барельеф из храма в Карнаке           | голова статуи Нофрет           | 2016—2022            |
|                                                 |                      | £20                  | 137×69               | бирюзовый            | мечеть Мухаммеда Али               | Пирамида, Рамзес II на боевой колеснице, статуя богини Исиды         | голова статуи Нофрет           | с 2023               |
|                                                 |                      | £50                  | 160×70               | красно- коричневый   | мечеть Абу Хариба                  | храм в Эдфу; древнеегипетское судно                                  | голова статуи Эхнатона         | 1993—1999            |
|                                                 |                      | £50                  | 160×70               | красно- коричневый   | мечеть Абу Хариба                  | храм в Эдфу; древнеегипетское судно                                  | голова статуи Эхнатона         | 2001—2017            |
|                                                 |                      | £50                  | 160×70               | красно- коричневый   | мечеть Абу Хариба                  | храм в Эдфу; древнеегипетское судно                                  | голова статуи Эхнатона         | 2016—2022            |
|                                                 |                      | £100                 | 165×70               | зелёный              | мечеть султана Хасана              | Голова Большого сфинкса                                              | голова сфинкса                 | 1978, 1992           |
|                                                 |                      | £100                 | 165×70               | зелёный              | мечеть султана Хасана              | Голова Большого сфинкса                                              | голова сфинкса                 | 1994—1997            |
|                                                 |                      | £100                 | 165×70               | зелёный              | мечеть султана Хасана              | Голова Большого сфинкса                                              | голова сфинкса                 | 2000—2016            |
|                                                 |                      | £100                 | 165×70               | зелёный              | мечеть султана Хасана              | Голова Большого сфинкса                                              | голова сфинкса                 | 2014—2023            |
|                                                 |                      | £200                 | 175×80               | оливковый            | мечеть Канибей                     | Сидящий писец                                                        | голова писца                   | 2007, 2008           |
|                                                 |                      | £200                 | 165×73               | оливковый            | мечеть Канибей                     | Сидящий писец                                                        | голова писца                   | 2009—2014            |
|                                                 |                      | £200                 | 165×73               | оливковый            | мечеть Канибей                     | Сидящий писец                                                        | голова писца                   | 2014—2022            |
| Масштаб изображений — 1,0 пикселя на миллиметр. |                      |                      |                      |                      |                                    |                                                                      |                                |                      |

## Режим валютного курса
10 ноября 2016 курс египетского фунта рухнул в полтора раза, по отношению к доллару, после того, как центральный банк страны заявил о переходе к плавающему курсу национальной валюты. 

В начале ноября 2022 произошел обвал египетского фунта, за несколько дней валюта утратила почти четверть своей стоимости по отношению к американскому доллару. По словам экспертов, падение египетского фунта заметно ускорилось после того, как правительство страны заявило о своей приверженности политике «гибкого» режима обменного курса.